# 颶風 (蒲福氏風級)
| 0    | 1 | 2 | 3 | 4 | 5 | 6    | 7 | 8 | 9    | 10 | 11   | 12 |
| ---- | - | - | - | - | - | ---- | - | - | ---- | -- | ---- | -- |
| 無風 |   |   |   |   |   | 強風 |   |   | 烈風 |    | 暴風 |    |

颶風（Hurricane）的定義是指風力達蒲福氏風級12級，即每小時118公里以上，相當於每小時64海里或以上或每秒33米或以上的風力。

## 相對的熱帶氣旋分級
在西北太平洋，其中心附近最高持續風力達颶風程度的熱帶氣旋，會被分級為颱風（Typhoon）。颱風中心附近最高持續風力達每小時118公里或以上，建築物普遍嚴重損毀。

## 相對的熱帶氣旋警告信號

### 香港
當熱帶氣旋令香港風力達颶風程度，香港天文台會發出十號颶風信號，意指風力會達每小時118公里或以上。

### 澳門
以往澳門氣象局亦會發出十號風球，但先決條件必須是颱風中心經過澳門，以及一小時平均風速達每小時118公里或以上。即使澳門受颱風級別的熱帶氣旋「正面吹襲」（即澳門100公里內掠過）而全面受颶風影響，但熱帶氣旋中心沒有掠過或登陸澳門，仍只能懸掛九號風球。
但2018年4月11日公佈並生效的《第61/2018號行政命令》轉為颱風中心在澳門附近經過或澳門持續風速將達或超過118公里/小時，澳門氣象局即可發出十號風球，而不是以往所限定九號風球。

### 中國大陸
如中國大陸各市縣12小時內可能或者已經受颱風影響，平均風力達颶風或以上程度，或者已達颶風或以上程度並可能持續，當地氣象局會發出颱風紅色預警信號。

### 菲律賓
當菲律賓受熱帶氣旋影響，未來24小時內該區風力可達60－120公里／小時（接近烈風至剛達到颶風程度），會發出二號風暴信號；當未來18小時內該區風力可達121－170公里／小時，會發出三號風暴信號；當未來12小時內該區風力可達171－220公里／小時，會發出四號風暴信號；當未來12小時內該區風力可逾220公里／小時，會發出五號風暴信號。

### 美國
當美國沿海地區會遭受颶風強度的熱帶氣旋影響，風力將達颶風程度，美國國家颶風中心警告會在之前36小時發出颶風警告。當某地區遭受三級或以上颶風影響，並預料熱帶氣旋眼牆會影響該地區，會另外發出極端大風警告。

### 日本
出現強度達數十年一遇的颱風或溫帶氣旋。日本本土和周邊離島地區出現中心氣壓低於930百帕或最大風速大於50公尺/秒的颱風或溫帶低壓。沖繩、奄美、小笠原群島出現中心氣壓低於910百帕或最大風速大於60公尺/秒的颱風或溫帶低壓。以上情況會發出暴風特別警報。

## 其他相對的信號
如在非熱帶氣旋情況下，中國大陸各市縣（深圳以外的廣東省地區除外）風力在兩小時内可能或者已經達到颶風或以上的程度，當地氣象局會發出大風紅色預警信號。
如廣東省各市縣（深圳及珠海除外）兩小時內可能受雷雨大風影響，風速達到颶風或以上的程度並伴有雷電，當地氣象局會發出雷雨大風紅色預警信號。
當美國沿岸在非熱帶氣旋情況下，風力將達到颶風程度，美國國家氣象局會發出颶風風力警告。當預料陸地風力將達到颶風程度，會維持發出大風警告，但當風力超過每小時185公里時，會改為發出極端大風警告。
當預料澳洲沿岸風力達颶風程度時，澳洲氣象局會發出颶風警告。